# 星野元豊
星野 元豊（ほしの げんぽう、1909年1月22日-2001年5月24日）は、浄土真宗の僧侶、仏教学者。

## 略歴
鹿児島県生まれ。同県大口市（伊佐市）出身。1933年、龍谷大学宗教学科卒業。龍谷大学講師、助教授を経て、1949年文学部教授。1961年「宗教本質論」で龍谷大学より文学博士の学位を取得。1964年学長。1969年定年退職、名誉教授。浄土真宗本願寺派大嵓寺住職。
1981年、勲三等瑞宝章受勲。 昭和30年代、家永三郎らと念仏呪術論争に関わる。

## 著書
- 『宗教哲学』日本科学社 学生叢書 文化科学篇 1948　のち法蔵館
- 『宗教的実践と社会実践』法蔵館 法蔵新書 1950
- 『新しき世代の宗教』百華苑 1956
- 『浄土 存在と意義』法蔵館 1957
- 『念仏と呪術』あそか書林 1960
- 『宗教の本質 宗教学と宗教哲学の問題』法蔵館 1967
- 『現代に立つ親鸞』法蔵館 1970
- 『浄土の哲学 続『浄土』』法蔵館 1975
- 『講解教行信証 教行の巻』法蔵館 1977
- 『講解教行信証 信の巻』法蔵館 1978
- 『講解教行信証 信(続)証の巻』法蔵館 1979
- 『講解教行信証 化身土の巻 本』法蔵館 1983
- 『講解教行信証 化身土の巻 末』法蔵館 1983
- 『親鸞と浄土』三一書房 1984
- 『教行信証』法蔵館 法蔵選書 1986
- 『講解教行信証 補遺篇』法蔵館 1995

### 共著・校注
- 『仏教』森竜吉共著 青木書店 現代哲学全書 1957
- 『日本思想大系 11 親鸞』石田充之、家永三郎共校注 岩波書店 1971
- 『野の花空の鳥 滝沢克己先生の思い出』三島淑臣共編 創言社 1986

## 論文
- Cinii